# NHL 13

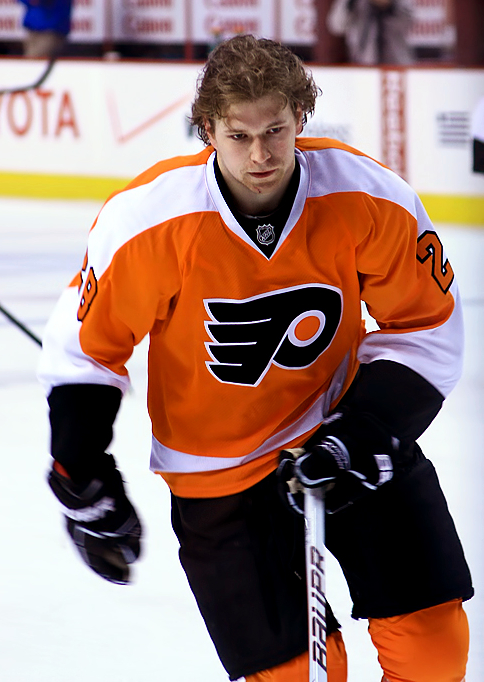
Claude Giroux i Philadelphia Flyers medverkar på spelets omslag.

NHL 13 är ett ishockeyspel till Playstation 3 och Xbox 360, den utvecklades av EA Canada. Claude Giroux är med på spelets omslag efter en omröstning på vem som ska vara med på spelets omslag. För första gången finns kvinnliga spelare: Hayley Wickenheiser och Angela Ruggiero är spelbara.

## Nya funktioner[3]
- True Performance Skating - En ny modell av rörelsen på skridskor, med mer än 1 000 nya rörelser.
- EA SPORTS Hockey I.Q. - Ett nytt system för artificiell intelligens styr beteendet hos spelarna.
- GM Connected - Virtuell hockeyliga , grundad på basis av den enkla varianten av Be a GM.
- NHL Moments Live - Spelarläge där man kan spela stunder av verkliga NHL-matcher av säsongen 2011/2012.

## Lag och ligor
NHL 13 inkluderar ligorna de sju proffsionella ligorna: National Hockey League (NHL), American Hockey League (AHL), Extraliga (Tjeckien), FM-ligan (Finland), Deutsche Eishockey Liga (Tyskland), Elitserien (Sverige), och National League A (Schweiz). Canadian Hockey League är också inkluderad, vilket innehåller Quebec Major Junior Hockey League (QMJHL), Ontario Hockey League (OHL) och Western Hockey League (WHL).
Team Chara och Team Alfredsson som var 2012 års All-starlag inkluderar. Nya i laget Legends består av före detta spelare från NHL. Team White och Team Red från 2012 års upplaga av CHL Top Prospects Game inkluderar.
Landslag inkluderar, dock är inte matchtröjorna officiella eftersom EA Sports har inte licens av International Ice Hockey Federation.
Rögle BK ersätter Djurgården Hockey eftersom de misslyckades i kvalserien 2012. Mississauga St. Michael's Majors från OHL byter namn till Mississauga Steelheads. QMJHL välkomnar Sherbrooke Phoenix eftersom Lewiston Maineiacs upplöstes.

## Musik
| Artist               | Sång                                |
| -------------------- | ----------------------------------- |
| Anti-Flag            | "Broken Bones"                      |
| Arkells              | "Whistleblower"                     |
| Band of Skulls       | "The Devil Takes Care of His Own"   |
| Bassnectar           | "Pennywise Tribute"                 |
| Battleme             | "Shoot the Noise, Man"              |
| Classified           | "Run with Me"                       |
| Foxy Shazam          | "I Like It"                         |
| The Gaslight Anthem  | "45"                                |
| Monster Truck        | "Seven Seas Blues"                  |
| My Darkest Days      | "Save Yourself"                     |
| The Heavy            | "What Makes a Good Man"             |
| The Hives            | "I Want More (NHL '13 Mix)"         |
| The Offspring        | "Days Go By"                        |
| Shinedown            | "Bully"                             |
| Thousand Foot Krutch | "Light Up the Sky"                  |
| Zombie Nation        | "Kernkraft 400 (Stadium Chant Mix)" |

| Mottagande      | Mottagande                     |
| Samlingsbetyg   | Samlingsbetyg                  |
| Tjänst          | Betyg                          |
| --------------- | ------------------------------ |
| Gamerankings    | 84.12% (PS3) 82.64% (Xbox 360) |
| Recensionsbetyg |                                |
| Publikation     | Betyg                          |
| IGN             | 8.5/10                         |
| Gamereactor     | 9/10                           |
| FZ              | 5/5                            |